# Podmrvka hadcová
Podmrvka hadcová je suchomilná kapradina, v Česku patří mezi kriticky ohrožené druhy.

## Popis
Podmrvka hadcová dorůstá v průměru 20 cm, má krátký plazivý oddenek, který pokrývá nejdříve světlými, poté rezavými plevinami. List řapíku je hnědý, čepel velmi tuhá, kožovitá, vejčitá až protáhlá, po obvodu kopinatá, zužuje se do špičky. Listy jsou dvojitě zpeřené, lístky jsou pevné, s nepravidelnými okraji, podlouhlé, shora zelené, zespodu šupinaté, zpočátku světle hnědé, později tmavě a nakonec červenohnědě zbarvené, ke konci června listy zasychají. Na listu najdeme zhruba dvacet párů lístků. Řapík má přibližně stejnou délku jako čepel, někdy je delší. U starších rostlin vznikají kompaktní trsy. Výtrusy dozrávají mezi březnem a květnem.
Vyhledává slunná a suchá místa.

## Rozšíření
Roste na slunných a teplých místech, vyhledává pukliny ve zdi, nebo ve skalních štěrbinách tvořené vyvřelými horninami. Ve světě se vyskytuje v jižní Evropě, jihozápadní Asii a Etiopii. V České republice se vyskytuje na skalách hadcové stepi u Mohelna, kde se váže na hadce, má tam dobré chemické složení a vhodnou teplotu. Nepříznivé podmínky, v kterých žije, přežívá jen díky své schopnosti přečkat ztrátu 90 % vody.

## Ochrana
Podmrvka hadcová je u vás v ČR považována za vzácnou, je zařazena mezi kriticky ohrožené druhy. Je zde známa již od 19. století. Hrozící nebezpečí představuje přímý sběr, šíření keřů a dřev či potenciální změna mikroklimatických podmínek. Chrání ji vyhláška MŽP ČR č. 395/1992 Sb. jako kriticky ohrožený druh.